# 金直夫
金直夫（1909年—1995年），浙江青田油竹雅岙人，中华人民共和国政治人物。
1934年赴法国做工，并参加革命活动，1936年加入中国共产党。1939年归国。长期从事工会工作。担任辽宁省总工会主席。全国总工会副主席。
中共八大代表。第一届全国人民代表大会代表。第二届全国人民代表大会代表。第三届全国人民代表大会代表。第五届全国政协委员。第六届全国政协委员。